# Vzhodnoevropska gozdna stepa
Ekoregija vzhodnoevropska gozdna stepa (WWF ID: PA0419) je splet širokolistnih gozdnih sestojev in travnikov (stepa), ki se razteza 2100 km po vzhodni Evropi od Uralskega gorovja, preko Povolžja v osrednji Rusiji do sredine Ukrajine. Tukaj so tudi izolirana območja podobnega značaja ob zahodnem koncu v vzhodni Romuniji, Moldaviji in Bolgariji. Območje tvori prehodno območje med zmernimi gozdovi na severu in stepami na jugu. Gozdna stepa je območje Rusije, kjer so padavine in izhlapevanje približno enake. Ekoregija je na  palearktičnem področju z vlažnim celinskim podnebjem. Obsega 727.269 km2.

## Lega in opis
Ekoregija tvori dolg pas, dolg približno 2100 km in širok 600 km, od zahodnega roba Sibirije pri Uralskem gorovju na vzhodu, prek Povolžja do osrednje Rusije in Ukrajine. Večji del terena so valoviti griči in nekaj planot. Povprečne nadmorske višine se gibljejo od 150 metrov v nižinah do 250 metrov v gričih, z nekaterimi izoliranimi nizkimi hribi na robovih območja. Ekoregijo lahko razdelimo na podprovince od zahoda proti vzhodu: Dneprsko višavje, Dneprsko nižino, Srednjerusko višavje, Oško-donsko nižavje, Volško višavje in Trans-Volga. Vlaga se zmanjšuje, ko se ekoregija razteza proti vzhodu, prav tako razdrobljenost gozda.

## Podnebje
Podnebje v večini ekoregije je vlažno celinsko s toplimi poletji (Köppnova podnebna klasifikacija Dfb). Za to podnebje so značilne velike sezonske temperaturne razlike in toplo poletje (vsaj štiri mesece v povprečju nad 10 °C, vendar nobenega meseca v povprečju nad 22 °C. Sezonsko. temperaturne skrajnosti naraščajo proti vzhodu čez ekoregijo zaradi narave celinskega podnebja proti središču celine.

## Rastlinstvo
Naravna vegetacija gozdne stepe je mozaik gozdov in odprtih grmovnic in travnikov.
Med grmičevje običajno spadajo grmičevje Caragana frutex, stepska češnja Prunus fruticosa in Prunus stepposa. Stipa ucrainica in Bromus riparius sta navadni travi.
Tipična drevesa v gozdovih so dob (Quercus robur), lipovec Tilia cordata, ostrolistni javor Acer platanoides in navadna leska Corylus avellana.
Znanstveniki že stoletja ugibajo o vzrokih za spremembe v sestojih dreves. Trenutno se razume, da so na makro ravni stepe bolj sušne in da se drevesa redčijo v prehodnih območjih. Ker je teren ekoregije razmeroma raven ali nizek gričevnat, brez fizičnih ovir med biomi na severu in jugu, se rastlinske skupnosti običajno oblikujejo zaradi lokalnih variacij v pretoku vode. Razlike v drenaži, variacije v tipu tal (borovci na peščenih tleh, listavci na ilovnatih tleh itd.) in slanosti, učinki pihanja vetra (ki poganja sneg s hribov v depresije, kar vpliva na kakovost tal) in zgodovinskih dejavnosti ljudi se združujejo in ustvarjajo mozaični značaj regije.
Odprte pokrajine kažejo, da lahko stepske rastlinske združbe tekmujejo z gozdom. Za stepska območja so značilni šaši, ki so odporni na razmere z nizko vlago z večjim delom svoje biomase pod zemljo.

## Živalstvo
Značilni sesalci so svizec bobak (Marmota bobak) in evropska tekunica (Spermophilus citellus). Zober (Bison bonasus) in antilopa sajga (Saiga tatarica tartarica) sta prej živela v gozdni stepi, zdaj pa sta lokalno izumrla.

## Zavarovana območja
Vzhodnoevropsko gozdno stepo je močno prizadel človeški pritisk: več kot polovica je njiv, naravni gozdni sestoji pa so večinoma izkrčeni. Le malo ozemlja je zakonsko zaščiteno kot naravni rezervati in takšni rezervati, ki obstajajo, so po navadi majhni predeli, namenjeni preučevanju. Reprezentativna zavarovana območja v ekoregiji so:
- Narodni park Baškirija, na vzhodnem robu ekoregije, na južnem vznožju Uralskega gorovja. (Območje: 920 km²)
- Naravni rezervat Belogorje, eden zadnjih obrežnih starorastnih hrastovih gozdov, ki je bil včasih značilen za vzhodnoevropsko gozdno stepo. (Območje: 21 km²)
- Narodni park Čavaš Varmane Bor, velik neprekinjen gozd v regiji srednje Volge v Čuvašiji. (Območje: 252 km²)
- Galičja Gora, šest majhnih grozdov botaničnih habitatov Srednjeuskega višavja. (Površina: 0,23 km²)
- Naravni rezervat Kalužskije Zaseki, starodavni gozd v Kaluški regiji, ki je bil v neki obliki zaščiten že tisoč let. (Območje: 185 km²)
- Naravni rezervat Hopjor, ki ščiti poplavne ravnice, gorske hrastove gozdove in travnike v regiji Voronež v Rusiji. (Območje: 162 km²)
- Naravni rezervat Centralni ćrnozjom, razpršeni rezervat prerije črnozjoma, namenjen znanstvenemu raziskovanju. (Območje: 52 km²)
- Naravni rezervat Voronina, predstavnik rečnih mokrišč Oško-Donske nižine. (Območje: 108 km²)
- Naravni rezervat Žiguli, gorski greben, ki ga obdaja zavoj reke Volge. (Območje: 232 km²)